# Pseudococcyx mughiana
Pseudococcyx mughiana is een vlinder uit de familie bladrollers (Tortricidae). De wetenschappelijke naam is voor het eerst geldig gepubliceerd in 1868 door Zeller.
De soort komt voor in Europa.